# Parramos
Parramos es un municipio del departamento de Chimaltenango, en la República de Guatemala. Tenía un estimado de población de 20.632 habitantes para el año 2022.
Tras la Independencia de Centroamérica en 1821, Parramos fue incluido en el circuito de Chimaltenango en el Distrito N.°8 (Sacatepéquez) para la administración de justicia por medio de juicios de jurados.
Parramos fue completamente destruido por el terremoto del 3 de septiembre de 1874 y tuvo que ser trasladado a una nueva ubicación en «Panaj», en cuyo terreno se concedieron pequeños lotes a los vecinos. El 10 de agosto de 1882, siendo presidente interino el general José María Orantes, se adjudicaron gratuitamente las nuevas escrituras oficiales.

## Geografía física
El municipio tiene un área de 16 km², y una altitud de 1769 m s. n. m.

### Ubicación geográfica
Parramos está ubicado en del departamento de Chimaltenango y sus colindancias son:
- Norte: El Tejar, municipios del departamento de Chimaltenango
- Noroeste: Chimaltenango, la cabecera departamental del departamento del mismo nombre
- Oeste: San Andrés Itzapa, municipio de Chimaltenango
- Sur: San Miguel Dueñas, municipio del departamento de Sacatepéquez
- Este: Santa Catarina Barahona, también en Sacatepéquez.[5]

| Noroeste: Chimaltenango  | Norte: El Tejar        |                               |
| Oeste: San Andrés Itzapa |                        | Este: Santa Catarina Barahona |
|                          | Sur: San Miguel Dueñas |                               |

## Gobierno municipal
Los municipios se encuentran regulados en diversas leyes de la República, que establecen su forma de organización, lo relativo a la conformación de sus órganos administrativos y los tributos destinados para los mismos.  Aunque se trata de entidades autónomas, se encuentran sujetas a la legislación nacional. Las principales leyes que rigen a los municipios en Guatemala desde 1985 son:
| N.º | Ley                                                | Descripción |
| --- | -------------------------------------------------- | --- |
| 1   | Constitución Política de la República de Guatemala | Tiene una regulación legal específica para los municipios en los artículos 253 al 262. |
| 2   | Ley Electoral y de Partidos Políticos              | Ley de carácter constitucional aplicable a los municipios en el tema de la conformación de sus autoridades electas. |
| 3   | Código Municipal                                   | Decreto 12-2002 del Congreso de la República de Guatemala. Tiene la categoría de ley ordinaria y contiene preceptos generales aplicables a todos los municipios, e inclusive contiene legislación referente a la creación de los municipios.             |
| 4   | Ley de Servicio Municipal                          | Decreto 1-87 del Congreso de la República de Guatemala. Regula las relaciones entra la municipalidad y los servidores públicos en materia laboral. Tiene su base constitucional en el artículo 262 de la constitución que ordena la emisión de la misma. |
| 5   | Ley General de Descentralización                   | Decreto 14-2002 del Congreso de la República de Guatemala. Regula el deber constitucional del Estado, y por ende del municipio, de promover y aplicar la descentralización y desconcentración económica y administrativa.                                |

El gobierno de los municipios de Guatemala está a cargo de un Concejo Municipal mientras que el código municipal —que tiene carácter de ley ordinaria y contiene disposiciones que se aplican a todos los municipios de Guatemala— establece que «el concejo municipal es el órgano colegiado superior de deliberación y de decisión de los asuntos municipales […] y tiene su sede en la circunscripción de la cabecera municipal». Por último, el artículo 33 del mencionado código establece que «[le] corresponde con exclusividad al concejo municipal el ejercicio del gobierno del municipio».
El concejo municipal se integra con el alcalde, los síndicos y concejales, electos directamente por sufragio universal y secreto para un período de cuatro años, pudiendo ser reelectos.
Existen también las Alcaldías Auxiliares, los Comités Comunitarios de Desarrollo (COCODE), el Comité Municipal del Desarrollo (COMUDE), las asociaciones culturales y las comisiones de trabajo. Los alcaldes auxiliares son elegidos por las comunidades de acuerdo a sus principios, valores, procedimientos y tradiciones, estos se reúnen con el alcalde municipal el primer domingo de cada mes. Los Comités Comunitarios de Desarrollo y el Consejo Municipal de Desarrollo tiene como función organizar y facilitar la participación de las comunidades priorizando necesidades y problemas.

## Historia

### Fundación
Por indicios de un conflicto de tierra ocurrido en 1710, Parramos parece haber sido fundado en 1553 como un pueblo de reducción de indios.

### Tras la Independencia de Centroamérica
Tras la Independencia de Centroamérica en 1821, la constitución del Estado de Guatemala promulgada en 1825 dividió el territorio del Estado para la administración de justicia en diez distritos y varios circuitos. Parramos estaba en el circuito de Chimaltenango en el Distrito N.°8 (Sacatepéquez); este distrito contenía a Chimaltenango, Yepocapa, San Miguelito, Tejar, San Luis, Itzapa, Calderas, Chimachoy, Patzicía, Nejapa, Acatenango, Tuluché, Chicoj y San Jacinto.

### Terremoto del 3 de septiembre de 1874
De acuerdo al periódico estadounidense The New York Times, el terremoto de Guatemala del 3 de septiembre de 1874 fue el más devastador de los que se registraron en ese año en todo el mundo. No solamente se destruyó completamente el pueblo de Parramos,
 sino que bandas de forajidos armados con cuchillos y otras armas punzocortantes intentaron asaltar a los damnificados y robarles lo poco que les quedaba; afortunadamente, las bandas fueron capturadas por la policía del gobierno del general Justo Rufino Barrios y ejecutadas sumariamente.
Los sismos se iniciaron en agosto, pero nadie les puso atención pues la población estaba acostumbrada a que temblara con cierta frecuencia; es más, no impidieron que se celebrara una gran gala en honor al enlace matrimonial del presidente Barrios con su joven esposa, Francisca Aparicio de Barrios.
Un testigo relató que el terremoto se sintió como una combinación de una larga serie de movimientos verticales y horizontales que hacían que pareciera que el suelo se movía en forma de olas y que se elevaba hasta un pie de alto por encima de su nivel normal.
Otro testigo indicó que el pueblo de San Miguel Dueñas quedó totalmente destruido, y quienes lograron sobrevivir salieron huyendo buscando áreas más seguras.  En total, hubo US$300,000 en pérdidas; los poblados afectados aparte de Antigua Guatemala, Dueñas, Parramos y Patzicía, fueron Jocotenango, San Pedro Sacatepéquez, Ciudad Vieja y Amatitlán.
Como el poblado de Parramos quedó completamente destruido por el terremoto, el gobierno de Barrios ordenó que se trasladara al lugar denominado «Panaj», en cuyo terreno se concedieron pequeños lotes a los vecinos, proceso que estuvo a cargo del coronel José Nájera, quien entonces desempeñaba la Jefatura política de Chimaltenango. El 10 de agosto de 1882, siendo presidente interino el general José María Orantes, se acordó extender las escrituras oficiales a los agraciados con los terrenos,  mediante la adjudicación gratuita de los mismos.

### Demarcación política de Guatemala de 1902
En 1902, el gobierno del licenciado Manuel Estrada Cabrera publicó la Demarcación Política de la República, y en ella se describe a Parramos así: «su cabecera es el pueblo del mismo nombre, a 8 km de Chimaltenango, comprende una extensión superficial de 50 caballerías. Limita: al Norte, con Chimaltenango; al Sur y Oriente, con el departamento de Sacatepéquez y al Occidente, con San Andrés Itzapa.  Su clima es frío, y las producciones principales, maíz y frijol».